# University College School
A University College School (UCS), é uma escola privada situada em Hampstead, na zona noroeste de Londres, Inglaterra. A escola foi criada em 1830 pela University College London herdando muitas das perspectivas progressistas e seculares da instituição. De acordo com o Good Schools Guide, a escola "Alcança impressionantes resultados nos exames com um ambiente tranquilo."
A UCS tem um nível básico e avançado para rapazes, e outro nível para crianças dos 3 aos 7 anos (Phoenix School).
A UCS é membro do Eton Group, de 12 escolas independentes, e da Conferência de Headmasters e Headmistresses, mantendo ligações com várias escolas a norte e a oeste de Londres, incluindo a Escola Secundária de South Hampstead e a Academia de Westminster. Também tem fortes ligações com a Equatorial College School no Uganda.